# WTA Tour 1991
Il WTA Tour 1991 è iniziato il 5 gennaio con il Queensland Open e si è concluso l'8 dicembre con la finale del Brasil Open.
Il WTA Tour è una serie di tornei femminili di tennis 
organizzati dalla WTA. Questa include i tornei del Grande Slam (organizzati in collaborazione con la International Tennis Federation (ITF)), il WTA Tour Championships e i tornei delle categorie Tier I, Tier II, Tier III, Tier IV e Tier V.

## Calendario

### Gennaio
| Settimana              | Torneo                                                                              | Categoria   | Vincitrici                                        | Finaliste                      | Semifinaliste                              | Eliminate ai quarti                                                        |
| ---------------------- | ----------------------------------------------------------------------------------- | ----------- | ------------------------------------------------- | ------------------------------ | ------------------------------------------ | -------------------------------------------------------------------------- |
| 31 dicembre 1990       | Queensland Open 1991 Brisbane, Australia Singolare - Doppio                         | Tier IV     | Helena Suková 6–4, 6–3                            | Akiko Kijimuta                 | Larisa Neiland Linda Wild                  | Sabine Appelmans Rachel McQuillan Judith Wiesner Cristina Tessi            |
| 31 dicembre 1990       | Queensland Open 1991 Brisbane, Australia Singolare - Doppio                         | Tier IV     | Gigi Fernández Jana Novotná 6–3, 6–1              | Patty Fendick Helena Suková    | Larisa Neiland Linda Wild                  | Sabine Appelmans Rachel McQuillan Judith Wiesner Cristina Tessi            |
| 7 gennaio              | New South Wales Open 1991 Sydney, Australia Cemento Singolare - Doppio              | Tier III    | Jana Novotná 6-4, 6-2                             | Arantxa Sánchez Vicario        | Barbara Paulus Zina Garrison               | Mary Joe Fernández Manuela Maleeva-Fragniere Nataša Zvereva Nicole Bradtke |
| 7 gennaio              | New South Wales Open 1991 Sydney, Australia Cemento Singolare - Doppio              | Tier III    | Arantxa Sánchez Vicario Helena Suková 6–1, 6–4    | Gigi Fernández Jana Novotná    | Barbara Paulus Zina Garrison               | Mary Joe Fernández Manuela Maleeva-Fragniere Nataša Zvereva Nicole Bradtke |
| 14 gennaio 2 settimane | Australian Open 1991 Melbourne, Australia Cemento Singolare - Doppio - Doppio misto | Grande Slam | Monica Seles 5-7, 6-3, 6-1                        | Jana Novotná                   | Arantxa Sánchez Vicario Mary Joe Fernández | Steffi Graf Gabriela Sabatini Katerina Maleeva Anke Huber                  |
| 14 gennaio 2 settimane | Australian Open 1991 Melbourne, Australia Cemento Singolare - Doppio - Doppio misto | Grande Slam | Patty Fendick Mary Joe Fernández 7–6(4), 6–1      | Gigi Fernández Jana Novotná    | Arantxa Sánchez Vicario Mary Joe Fernández | Steffi Graf Gabriela Sabatini Katerina Maleeva Anke Huber                  |
| 14 gennaio 2 settimane | Australian Open 1991 Melbourne, Australia Cemento Singolare - Doppio - Doppio misto | Grande Slam | Doppio misto: Jo Durie Jeremy Bates 2–6, 6–4, 6–4 | Robin White Scott Davis        | Arantxa Sánchez Vicario Mary Joe Fernández | Steffi Graf Gabriela Sabatini Katerina Maleeva Anke Huber                  |
| 28 gennaio             | ASB Classic 1991 Auckland, Nuova Zelanda Cemento Singolare - Doppio                 | Tier V      | Eva Švíglerová 6-2, 0-6, 6-1                      | Andrea Strnadová               | Cristina Tessi Mercedes Paz                | Larisa Neiland Donna Faber Sabine Hack Petra Kamstra                       |
| 28 gennaio             | ASB Classic 1991 Auckland, Nuova Zelanda Cemento Singolare - Doppio                 | Tier V      | Patty Fendick Larisa Neiland 6–3, 6–3             | Jo-Anne Faull Julie Richardson | Cristina Tessi Mercedes Paz                | Larisa Neiland Donna Faber Sabine Hack Petra Kamstra                       |
| 28 gennaio             | Toray Pan Pacific Open 1991 Tokyo, Giappone Sintetico indoor Singolare - Doppio     | Tier II     | Gabriela Sabatini 2–6, 6–2, 6–4                   | Martina Navrátilová            | Mary Joe Fernández Laura Gildemeister      | Steffi Graf Nana Miyagi Robin White Kathy Rinaldi                          |
| 28 gennaio             | Toray Pan Pacific Open 1991 Tokyo, Giappone Sintetico indoor Singolare - Doppio     | Tier II     | Kathy Jordan Elizabeth Smylie 4–6, 6–0, 6–3       | Mary Joe Fernández Robin White | Mary Joe Fernández Laura Gildemeister      | Steffi Graf Nana Miyagi Robin White Kathy Rinaldi                          |

### Febbraio
| Settimana   | Torneo                                                                                      | Categoria | Vincitrici                                              | Finaliste                        | Semifinaliste                          | Eliminate ai quarti                                                   |
| ----------- | ------------------------------------------------------------------------------------------- | --------- | ------------------------------------------------------- | -------------------------------- | -------------------------------------- | --------------------------------------------------------------------- |
| 4 febbraio  | Wellington Classic 1991 Wellington, Nuova Zelanda Singolare - Doppio                        | Tier V    | Leila Meskhi 3–6, 7–6(3), 6–2                           | Andrea Strnadová                 | Karine Quentrec Kristin Godridge       | Eva Švíglerová Sabine Hack Barbara Rittner Louise Field               |
| 4 febbraio  | Wellington Classic 1991 Wellington, Nuova Zelanda Singolare - Doppio                        | Tier V    | Jo-Anne Faull Julie Richardson 2–6, 7–5, 7–6(4)         | Belinda Borneo Clare Wood        | Karine Quentrec Kristin Godridge       | Eva Švíglerová Sabine Hack Barbara Rittner Louise Field               |
| 4 febbraio  | WTA Oslo Open 1991 Oslo, Norvegia Singolare - Doppio                                        | Tier V    | Catarina Lindqvist 6–3, 6–0                             | Raffaella Reggi                  | Sabine Appelmans Pascale Paradis       | Nathalie Herreman Catherine Tanvier Cecilia Dahlman Beate Reinstadler |
| 4 febbraio  | WTA Oslo Open 1991 Oslo, Norvegia Singolare - Doppio                                        | Tier V    | Claudia Kohde Kilsch Silke Meier 6–0, 6–2               | Sabine Appelmans Raffaella Reggi | Sabine Appelmans Pascale Paradis       | Nathalie Herreman Catherine Tanvier Cecilia Dahlman Beate Reinstadler |
| 11 febbraio | Generali Ladies Linz 1991 Linz, Austria Sintetico (indoor) Singolare - Doppio               | Tier V    | Manuela Maleeva-Fragnière 6–4, 7–6                      | Petra Langrová                   | Regina Rajchrtová Claudia Kohde Kilsch | Evgenija Manjukova Pascale Paradis Raffaella Reggi Marion Maruska     |
| 11 febbraio | Generali Ladies Linz 1991 Linz, Austria Sintetico (indoor) Singolare - Doppio               | Tier V    | Manuela Maleeva-Fragnière Raffaella Reggi 6–4, 1–6, 6-3 | Petra Langrová Radka Zrubáková   | Regina Rajchrtová Claudia Kohde Kilsch | Evgenija Manjukova Pascale Paradis Raffaella Reggi Marion Maruska     |
| 11 febbraio | Virginia Slims of Denver 1991 Aurora, USA Sintetico (indoor) Singolare - Doppio             | Tier V    | Lori McNeil 6-3, 6-4                                    | Manon Bollegraf                  | Carrie Cunningham Patty Fendick        | Susan Sloane Andrea Leand Halle Cioffi Peanut Louie Harper            |
| 11 febbraio | Virginia Slims of Denver 1991 Aurora, USA Sintetico (indoor) Singolare - Doppio             | Tier V    | Manuela Maleeva-Fragnière Raffaella Reggi 6–4, 1–6, 6-3 | Petra Langrová Radka Zrubáková   | Carrie Cunningham Patty Fendick        | Susan Sloane Andrea Leand Halle Cioffi Peanut Louie Harper            |
| 11 febbraio | Ameritech Cup 1991 Chicago, USA Sintetico indoor Singolare - Doppio                         | Tier II   | Martina Navrátilová 6–1, 6–2                            | Zina Garrison                    | Helena Suková Helen Kelesi             | Anne Smith Jennifer Capriati Amy Frazier Katerina Maleeva             |
| 11 febbraio | Ameritech Cup 1991 Chicago, USA Sintetico indoor Singolare - Doppio                         | Tier II   | Gigi Fernández Jana Novotná 6–2, 6–4                    | Martina Navrátilová Pam Shriver  | Helena Suková Helen Kelesi             | Anne Smith Jennifer Capriati Amy Frazier Katerina Maleeva             |
| 18 febbraio | Virginia Slims of Oklahoma 1991 Oklahoma City, USA Cemento (indoor) Singolare - Doppio      | Tier IV   | Jana Novotná 3–6, 6–3, 6–2                              | Anne Smith                       | Lisa Bonder-Kreiss Manon Bollegraf     | Catarina Lindqvist Renata Baranski Anne Minter Conchita Martínez      |
| 18 febbraio | Virginia Slims of Oklahoma 1991 Oklahoma City, USA Cemento (indoor) Singolare - Doppio      | Tier IV   | Meredith McGrath Anne Smith 6–2, 6–4                    | Katrina Adams Jill Hetherington  | Lisa Bonder-Kreiss Manon Bollegraf     | Catarina Lindqvist Renata Baranski Anne Minter Conchita Martínez      |
| 25 febbraio | Champions Cup and the WTA of Indian Wells 1991 Palm Springs, USA Cemento Singolare - Doppio | Tier II   | Martina Navrátilová 6–2, 7–6(6)                         | Monica Seles                     | Helen Kelesi Nathalie Tauziat          | Patricia Hy Peanut Louie Harper Katerina Maleeva Julie Halard         |
| 25 febbraio | Champions Cup and the WTA of Indian Wells 1991 Palm Springs, USA Cemento Singolare - Doppio | Tier II   | Cancellato per pioggia                                  |                                  | Helen Kelesi Nathalie Tauziat          | Patricia Hy Peanut Louie Harper Katerina Maleeva Julie Halard         |

### Marzo
| Settimana | Torneo                                                                                    | Categoria        | Vincitrici                                 | Finaliste                       | Semifinaliste                                                         | Eliminate ai quarti |
| --------- | ----------------------------------------------------------------------------------------- | ---------------- | ------------------------------------------ | ------------------------------- | --------------------------------------------------------------------- | --- |
| 4 marzo   | Virginia Slims of Florida 1991 Boca Raton, Florida, USA Cemento Singolare - Doppio        | Tier I           | Gabriela Sabatini 6–4, 7–6(6)              | Steffi Graf                     | Nathalie Tauziat Jennifer Capriati                                    | Meredith McGrath Mary Joe Fernández Claudia Porwik Regina Rajchrtová                                                           |
| 4 marzo   | Virginia Slims of Florida 1991 Boca Raton, Florida, USA Cemento Singolare - Doppio        | Tier I           | Larisa Neiland Nataša Zvereva 6–4, 7–6(3)  | Meredith McGrath Samantha Smith | Nathalie Tauziat Jennifer Capriati                                    | Meredith McGrath Mary Joe Fernández Claudia Porwik Regina Rajchrtová                                                           |
| 15 marzo  | Miami Open 1991 Miami, USA Cemento Singolare - Doppio                                     | Tier I           | Monica Seles 6–3, 7–5                      | Gabriela Sabatini               | Steffi Graf Mary Joe Fernández                                        | Manuela Maleeva Zina Garrison Ginger Helgeson Jennifer Capriati                                                                |
| 15 marzo  | Miami Open 1991 Miami, USA Cemento Singolare - Doppio                                     | Tier I           | Mary Joe Fernández Zina Garrison 6–4, 6–3  | Gigi Fernández Jana Novotná     | Steffi Graf Mary Joe Fernández                                        | Manuela Maleeva Zina Garrison Ginger Helgeson Jennifer Capriati                                                                |
| 25 marzo  | U.S. Women's Hard Court Championships 1991 San Antonio, USA Cemento Singolare - Doppio    | Tier III         | Steffi Graf 6–4, 6–3                       | Monica Seles                    | Manuela Maleeva Julie Halard                                          | Erika de Lone Lori McNeil Eva Švíglerová Susan Sloane                                                                          |
| 25 marzo  | U.S. Women's Hard Court Championships 1991 San Antonio, USA Cemento Singolare - Doppio    | Tier III         | Patty Fendick Monica Seles 7–6, 6–2(7-2)   | Jill Hetherington Kathy Rinaldi | Manuela Maleeva Julie Halard                                          | Erika de Lone Lori McNeil Eva Švíglerová Susan Sloane                                                                          |
| 28 marzo  | World Doubles Championships 1991 Wesley Chapel, USA 175 000 $ - Sintetico (i) - 8D Doppio | Torneo fine anno | Gigi Fernández Helena Suková 4-6, 6-4, 7-6 | Larisa Neiland Nataša Zvereva   | Arantxa Sánchez Vicario / Robin White Kathy Jordan / Elizabeth Smylie | Rosalyn Fairbank / Brenda Schultz Manon Bollegraf / Lise Gregory Meredith McGrath / Anne Smith Elise Burgin / Mary Lou Daniels |

### Aprile
| Settimana | Torneo                                                                             | Categoria | Vincitrici                                           | Finaliste                             | Semifinaliste                            | Eliminate ai quarti                                                |
| --------- | ---------------------------------------------------------------------------------- | --------- | ---------------------------------------------------- | ------------------------------------- | ---------------------------------------- | ------------------------------------------------------------------ |
| 1º aprile | Family Circle Cup 1991 Hilton Head, USA Terra verde Singolare - Doppio             | Tier I    | Gabriela Sabatini 6–1, 6–1                           | Leila Meskhi                          | Arantxa Sánchez Vicario Nataša Zvereva   | Federica Bonsignori Helena Suková Martina Navrátilová Jana Novotná |
| 1º aprile | Family Circle Cup 1991 Hilton Head, USA Terra verde Singolare - Doppio             | Tier I    | Claudia Kohde Kilsch Nataša Zvereva 6–4, 6–0         | Mary Lou Daniels Lise Gregory         | Arantxa Sánchez Vicario Nataša Zvereva   | Federica Bonsignori Helena Suková Martina Navrátilová Jana Novotná |
| 8 aprile  | Japan Open Tennis Championships 1991 Tokyo, Giappone Cemento Singolare - Doppio    | Tier IV   | Lori McNeil 2–6, 6–2, 6–1                            | Sabine Appelmans                      | Laura Gildemeister Rika Hiraki           | Amy Frazier Kumiko Okamoto Eva Švíglerová Marianne Werdel          |
| 8 aprile  | Japan Open Tennis Championships 1991 Tokyo, Giappone Cemento Singolare - Doppio    | Tier IV   | Amy Frazier Maya Kidowaki 6–2, 6–4                   | Yone Kamio Akiko Kijimuta             | Laura Gildemeister Rika Hiraki           | Amy Frazier Kumiko Okamoto Eva Švíglerová Marianne Werdel          |
| 8 aprile  | Bausch & Lomb Championships 1991 Amelia Island, USA Terra verde Singolare - Doppio | Tier II   | Gabriela Sabatini 7–5, 7–6(3)                        | Steffi Graf                           | Patty Fendick Arantxa Sánchez Vicario    | Nataša Zvereva Zina Garrison Leila Meskhi Helena Suková            |
| 8 aprile  | Bausch & Lomb Championships 1991 Amelia Island, USA Terra verde Singolare - Doppio | Tier II   | Arantxa Sánchez Vicario Helena Suková 4–6, 6–2, 6–2  | Mercedes Paz Nataša Zvereva           | Patty Fendick Arantxa Sánchez Vicario    | Nataša Zvereva Zina Garrison Leila Meskhi Helena Suková            |
| 15 aprile | Pattaya Women's Open 1991 Pattaya, Thailandia Cemento Singolare - Doppio           | Tier IV   | Yayuk Basuki 6–2, 6–2                                | Naoko Sawamatsu                       | Rika Hiraki Marianne Werdel              | Sarah Loosemore Karin Kschwendt Misumi Miyauchi Monique Javer      |
| 15 aprile | Pattaya Women's Open 1991 Pattaya, Thailandia Cemento Singolare - Doppio           | Tier IV   | Nana Miyagi Suzanna Wibowo 6–1, 6–4                  | Rika Hiraki Akemi Nishiya             | Rika Hiraki Marianne Werdel              | Sarah Loosemore Karin Kschwendt Misumi Miyauchi Monique Javer      |
| 15 aprile | Virginia Slims of Houston 1991 Houston, Texas, USA Terra rossa Singolare - Doppio  | Tier II   | Monica Seles 6–4, 6–3                                | Mary Joe Fernández                    | Sandra Cecchini Linda Wild               | Federica Bonsignori Katerina Maleeva Gigi Fernández Ann Grossman   |
| 15 aprile | Virginia Slims of Houston 1991 Houston, Texas, USA Terra rossa Singolare - Doppio  | Tier II   | Jill Hetherington Kathy Rinaldi 6–1, 2–6, 6–1        | Patty Fendick Mary Joe Fernández      | Sandra Cecchini Linda Wild               | Federica Bonsignori Katerina Maleeva Gigi Fernández Ann Grossman   |
| 22 aprile | Croatian Bol Ladies Open 1991 Bol, Croazia Terra rossa Singolare - Doppio          | Tier V    | Sandra Cecchini 6–4, 3–6, 7–5                        | Magdalena Maleeva                     | Helen Kelesi Sandrine Testud             | Anna-Maria Foldenyi Laura Garrone Csilla Bartos Andrea Strnadová   |
| 22 aprile | Croatian Bol Ladies Open 1991 Bol, Croazia Terra rossa Singolare - Doppio          | Tier V    | Laura Golarsa Magdalena Maleeva w/o                  | Sandra Cecchini Laura Garrone         | Helen Kelesi Sandrine Testud             | Anna-Maria Foldenyi Laura Garrone Csilla Bartos Andrea Strnadová   |
| 22 aprile | Barcelona Ladies Open 1991 Barcellona, Spagna Terra rossa Singolare - Doppio       | Tier III  | Conchita Martínez 6–4, 6–1                           | Manuela Maleeva-Fragniere             | Nathalie Tauziat Arantxa Sánchez Vicario | Martina Navrátilová Julie Halard Emanuela Zardo Judith Wiesner     |
| 22 aprile | Barcelona Ladies Open 1991 Barcellona, Spagna Terra rossa Singolare - Doppio       | Tier III  | Martina Navrátilová Arantxa Sánchez Vicario 6–1, 6–3 | Nathalie Tauziat Judith Wiesner       | Nathalie Tauziat Arantxa Sánchez Vicario | Martina Navrátilová Julie Halard Emanuela Zardo Judith Wiesner     |
| 29 aprile | Citizen Cup 1991 Amburgo, Germania Terra rossa Singolare - Doppio                  | Tier II   | Steffi Graf 7–5, 6(4)–7, 6–3                         | Monica Seles                          | Judith Wiesner Arantxa Sánchez Vicario   | Helena Suková Leila Meskhi Jana Novotná Katerina Maleeva           |
| 29 aprile | Citizen Cup 1991 Amburgo, Germania Terra rossa Singolare - Doppio                  | Tier II   | Jana Novotná Larisa Neiland 7–5, 6–1                 | Arantxa Sánchez Vicario Helena Suková | Judith Wiesner Arantxa Sánchez Vicario   | Helena Suková Leila Meskhi Jana Novotná Katerina Maleeva           |
| 29 aprile | Taranto Open 1991 Taranto, Italia Terra rossa Singolare - Doppio                   | Tier V    | Emanuela Zardo 7–5, 6–2                              | Petra Ritter                          | Silvia Farina Nanne Dalhman              | Federica Bonsignori Florencia Labat Petra Thorén Noëlle van Lottum |
| 29 aprile | Taranto Open 1991 Taranto, Italia Terra rossa Singolare - Doppio                   | Tier V    | Alexia Dechaume Florencia Labat 6–2, 7–5             | Laura Golarsa Ann Grossman            | Silvia Farina Nanne Dalhman              | Federica Bonsignori Florencia Labat Petra Thorén Noëlle van Lottum |

### Maggio
| Settimana             | Torneo                                                                      | Categoria   | Vincitrici                                          | Finaliste                                  | Semifinaliste                        | Eliminate ai quarti                                                |
| --------------------- | --------------------------------------------------------------------------- | ----------- | --------------------------------------------------- | ------------------------------------------ | ------------------------------------ | ------------------------------------------------------------------ |
| 6 maggio              | Internazionali d'Italia 1991 Roma, Italia Terra rossa Singolare - Doppio    | Tier I      | Gabriela Sabatini 6–3, 6–2                          | Monica Seles                               | Mary Joe Fernández Conchita Martínez | Leila Meskhi Bettina Fulco Martina Navrátilová Jennifer Capriati   |
| 6 maggio              | Internazionali d'Italia 1991 Roma, Italia Terra rossa Singolare - Doppio    | Tier I      | Jennifer Capriati Monica Seles 7–5, 6–2             | Nicole Bradtke Elna Reinach                | Mary Joe Fernández Conchita Martínez | Leila Meskhi Bettina Fulco Martina Navrátilová Jennifer Capriati   |
| 13 maggio             | WTA German Open 1991 Berlino, Germania Terra rossa Singolare - Doppio       | Tier I      | Steffi Graf 6–4, 6–3                                | Arantxa Sánchez Vicario                    | Jana Novotná Jennifer Capriati       | Radka Zrubáková Ginger Helgeson Julie Halard Anke Huber            |
| 13 maggio             | WTA German Open 1991 Berlino, Germania Terra rossa Singolare - Doppio       | Tier I      | Larisa Neiland Nataša Zvereva 6–3, 6–3              | Nicole Bradtke Elna Reinach                | Jana Novotná Jennifer Capriati       | Radka Zrubáková Ginger Helgeson Julie Halard Anke Huber            |
| 20 maggio             | WTA Swiss Open 1991 Ginevra, Svizzera Terra rossa Singolare - Doppio        | Tier IV     | Manuela Maleeva-Fragniere 6–3, 3–6, 6–3             | Helen Kelesi                               | Conchita Martínez Tami Whitlinger    | Christelle Fauche Ginger Helgeson Maya Kidowaki Shaun Stafford     |
| 20 maggio             | WTA Swiss Open 1991 Ginevra, Svizzera Terra rossa Singolare - Doppio        | Tier IV     | Nicole Bradtke Elizabeth Smylie 6–1, 6–2            | Cathy Caverzasio Manuela Maleeva-Fragniere | Conchita Martínez Tami Whitlinger    | Christelle Fauche Ginger Helgeson Maya Kidowaki Shaun Stafford     |
| 20 maggio             | Internationaux de Strasbourg 1991 Strasburgo, Francia Singolare - Doppio    | Tier IV     | Radka Zrubáková 7–6(3), 7–6(3)                      | Rachel McQuillan                           | Naoko Sawamatsu Anne Minter          | Judith Wiesner Claudia Kohde Kilsch Laura Gildemeister Lori McNeil |
| 20 maggio             | Internationaux de Strasbourg 1991 Strasburgo, Francia Singolare - Doppio    | Tier IV     | Lori McNeil Stephanie Rehe 6(2)–7, 6–4, 6–4         | Manon Bollegraf Mercedes Paz               | Naoko Sawamatsu Anne Minter          | Judith Wiesner Claudia Kohde Kilsch Laura Gildemeister Lori McNeil |
| 27 maggio 2 settimane | Open di Francia 1991 Parigi, Francia Terra rossa Singolare - Doppio - Misto | Grande Slam | Monica Seles 6–3, 6–4                               | Arantxa Sánchez Vicario                    | Gabriela Sabatini Steffi Graf        | Conchita Martínez Jana Novotná Mary Joe Fernández Nathalie Tauziat |
| 27 maggio 2 settimane | Open di Francia 1991 Parigi, Francia Terra rossa Singolare - Doppio - Misto | Grande Slam | Gigi Fernández Jana Novotná 6–4, 6–0                | Larisa Neiland Nataša Zvereva              | Gabriela Sabatini Steffi Graf        | Conchita Martínez Jana Novotná Mary Joe Fernández Nathalie Tauziat |
| 27 maggio 2 settimane | Open di Francia 1991 Parigi, Francia Terra rossa Singolare - Doppio - Misto | Grande Slam | Doppio misto: Helena Suková Cyril Suk 3–6, 6–4, 6–1 | Caroline Vis Paul Haarhuis                 | Gabriela Sabatini Steffi Graf        | Conchita Martínez Jana Novotná Mary Joe Fernández Nathalie Tauziat |

### Giugno
| Settimana             | Torneo                                                                                    | Categoria   | Vincitrici                                                 | Finaliste                   | Semifinaliste                         | Eliminate ai quarti                                           |
| --------------------- | ----------------------------------------------------------------------------------------- | ----------- | ---------------------------------------------------------- | --------------------------- | ------------------------------------- | ------------------------------------------------------------- |
| 10 giugno             | DFS Classic 1991 Birmingham, Gran Bretagna Erba Singolare - Doppio                        | Tier IV     | Martina Navrátilová 6–4, 7–6(6)                            | Nataša Zvereva              | Brenda Schultz Zina Garrison          | Lori McNeil Catherine Suire Manon Bollegraf Mariaan de Swardt |
| 10 giugno             | DFS Classic 1991 Birmingham, Gran Bretagna Erba Singolare - Doppio                        | Tier IV     | Nicole Bradtke Elizabeth Smylie 6–3, 6–4                   | Sandy Collins Elna Reinach  | Brenda Schultz Zina Garrison          | Lori McNeil Catherine Suire Manon Bollegraf Mariaan de Swardt |
| 17 giugno             | International Women's Open 1991 Eastbourne, Gran Bretagna Erba Singolare - Doppio         | Tier II     | Martina Navrátilová 6–4, 6–4.                              | Arantxa Sánchez Vicario     | Mary Joe Fernández Gigi Fernández     | Heather Ludloff Yayuk Basuki Jana Novotná Pam Shriver         |
| 17 giugno             | International Women's Open 1991 Eastbourne, Gran Bretagna Erba Singolare - Doppio         | Tier II     | Larisa Neiland Nataša Zvereva 2–6, 6–4, 6–4                | Gigi Fernández Jana Novotná | Mary Joe Fernández Gigi Fernández     | Heather Ludloff Yayuk Basuki Jana Novotná Pam Shriver         |
| 24 giugno 2 settimane | Torneo di Wimbledon 1991 Wimbledon, Londra, Gran Bretagna Erba Singolare - Doppio - Misto | Grande Slam | Steffi Graf 6–4, 3–6, 8–6                                  | Gabriela Sabatini           | Zina Garrison Arantxa Sánchez Vicario | Amy Frazier Anke Huber Anne Minter Judith Wiesner             |
| 24 giugno 2 settimane | Torneo di Wimbledon 1991 Wimbledon, Londra, Gran Bretagna Erba Singolare - Doppio - Misto | Grande Slam | Larisa Neiland Nataša Zvereva 6–4, 6–1                     | Gigi Fernández Jana Novotná | Zina Garrison Arantxa Sánchez Vicario | Amy Frazier Anke Huber Anne Minter Judith Wiesner             |
| 24 giugno 2 settimane | Torneo di Wimbledon 1991 Wimbledon, Londra, Gran Bretagna Erba Singolare - Doppio - Misto | Grande Slam | Doppio misto: Elizabeth Smylie John Fitzgerald 7–6(4), 6–2 | Nataša Zvereva Jim Pugh     | Zina Garrison Arantxa Sánchez Vicario | Amy Frazier Anke Huber Anne Minter Judith Wiesner             |

### Luglio
| Settimana | Torneo                                                                                            | Categoria | Vincitrici                                    | Finaliste                         | Semifinaliste                          | Eliminate ai quarti                                               |
| --------- | ------------------------------------------------------------------------------------------------- | --------- | --------------------------------------------- | --------------------------------- | -------------------------------------- | ----------------------------------------------------------------- |
| 8 luglio  | Internazionali Femminili di Palermo 1991 Palermo, Italia Terra rossa Singolare - Doppio           | Tier IV   | Mary Pierce 6–0, 6–3                          | Sandra Cecchini                   | Emanuela Zardo Sandra Wasserman        | Cristina Tessi Silke Frankl Maider Laval Catherine Mothes         |
| 8 luglio  | Internazionali Femminili di Palermo 1991 Palermo, Italia Terra rossa Singolare - Doppio           | Tier IV   | Mary Pierce Petra Langrová 6–3, 6(5)–7, 6–3   | Laura Garrone Mercedes Paz        | Emanuela Zardo Sandra Wasserman        | Cristina Tessi Silke Frankl Maider Laval Catherine Mothes         |
| 15 luglio | WTA Austrian Open 1991 Kitzbühel, Austria Singolare - Doppio                                      | Tier IV   | Conchita Martínez 6–1, 2–6, 6–3               | Judith Wiesner                    | Radka Zrubáková Nicole Jagerman        | Eva Švíglerová Sandra Cecchini Florencia Labat Marion Maruska     |
| 15 luglio | WTA Austrian Open 1991 Kitzbühel, Austria Singolare - Doppio                                      | Tier IV   | Bettina Fulco Nicole Jagerman 7–6, 6–1        | Sandra Cecchini Patricia Tarabini | Radka Zrubáková Nicole Jagerman        | Eva Švíglerová Sandra Cecchini Florencia Labat Marion Maruska     |
| 15 luglio | Internazionali di Tennis di San Marino 1991 San Marino, San Marino Terra rossa Singolare - Doppio | Tier IV   | Katia Piccolini 6–2, 6–3                      | Silvia Farina                     | Elena Pampoulova-Wagner Denisa Szabová | Raffaella Reggi Sabine Hack Carrie Cunningham Evgenija Manjukova  |
| 15 luglio | Internazionali di Tennis di San Marino 1991 San Marino, San Marino Terra rossa Singolare - Doppio | Tier IV   | Kerry-Anne Guse Akemi Nishiya 6–0, 6–3        | Laura Garrone Mercedes Paz        | Elena Pampoulova-Wagner Denisa Szabová | Raffaella Reggi Sabine Hack Carrie Cunningham Evgenija Manjukova  |
| 22 luglio | Virginia Slims of Central New York 1991 Westchester, USA Singolare - Doppio                       | Tier V    | Isabelle Demongeot 6–4, 6–4                   | Lori McNeil                       | Laura Gildemeister Rosalyn Fairbank    | Marketa Kochta Carrie Cunningham Lisa Raymond Debbie Graham       |
| 22 luglio | Virginia Slims of Central New York 1991 Westchester, USA Singolare - Doppio                       | Tier V    | Rosalyn Fairbank Lise Gregory 7–5, 6–4        | Katrina Adams Lori McNeil         | Laura Gildemeister Rosalyn Fairbank    | Marketa Kochta Carrie Cunningham Lisa Raymond Debbie Graham       |
| 29 luglio | San Diego Open 1991 San Diego, Stati Uniti Cemento Singolare - Doppio                             | Tier III  | Jennifer Capriati 4–6, 6–1, 7–6(2)            | Monica Seles                      | Nathalie Tauziat Conchita Martínez     | Anne Minter Manuela Maleeva-Fragniere Zina Garrison Debbie Graham |
| 29 luglio | San Diego Open 1991 San Diego, Stati Uniti Cemento Singolare - Doppio                             | Tier III  | Jill Hetherington Kathy Rinaldi 6–4, 3–6, 6–2 | Gigi Fernández Nathalie Tauziat   | Nathalie Tauziat Conchita Martínez     | Anne Minter Manuela Maleeva-Fragniere Zina Garrison Debbie Graham |

### Agosto
| Settimana             | Torneo                                                                              | Categoria   | Vincitrici                                            | Finaliste                              | Semifinaliste                               | Eliminate ai quarti                                                        |
| --------------------- | ----------------------------------------------------------------------------------- | ----------- | ----------------------------------------------------- | -------------------------------------- | ------------------------------------------- | -------------------------------------------------------------------------- |
| 5 agosto              | Canada Open 1991 Toronto, Canada Cemento Singolare - Doppio                         | Tier I      | Jennifer Capriati 6–2, 6–3                            | Katerina Maleeva                       | Gabriela Sabatini Manuela Maleeva-Fragniere | Helena Suková Nataša Zvereva Laura Gildemeister Amy Frazier                |
| 5 agosto              | Canada Open 1991 Toronto, Canada Cemento Singolare - Doppio                         | Tier I      | Larisa Neiland Nataša Zvereva 1–6, 7–5, 6–2           | Claudia Kohde Kilsch Helena Suková     | Gabriela Sabatini Manuela Maleeva-Fragniere | Helena Suková Nataša Zvereva Laura Gildemeister Amy Frazier                |
| 5 agosto              | Virginia Slims of Albuquerque 1991 Albuquerque, USA Cemento Singolare - Doppio      | Tier IV     | Gigi Fernández 6–0, 6–2                               | Julie Halard                           | Elna Reinach Susan Sloane                   | Katrina Adams Mary Pierce Sandrine Testud Linda Ferrando                   |
| 5 agosto              | Virginia Slims of Albuquerque 1991 Albuquerque, USA Cemento Singolare - Doppio      | Tier IV     | Katrina Adams Isabelle Demongeot 6(2)–7, 6–4, 2–6     | Lise Gregory Peanut Louie Harper       | Elna Reinach Susan Sloane                   | Katrina Adams Mary Pierce Sandrine Testud Linda Ferrando                   |
| 12 agosto             | East West Bank Classic 1991 Manhattan Beach, Stati Uniti Cemento Singolare - Doppio | Tier II     | Monica Seles 6–3, 6–1                                 | Kimiko Date                            | Arantxa Sánchez Vicario Gabriela Sabatini   | Mercedes Paz Helena Suková Jo Durie Lori McNeil                            |
| 12 agosto             | East West Bank Classic 1991 Manhattan Beach, Stati Uniti Cemento Singolare - Doppio | Tier II     | Larisa Neiland Nataša Zvereva 7–6(3), 6–3             | Gretchen Magers Robin White            | Arantxa Sánchez Vicario Gabriela Sabatini   | Mercedes Paz Helena Suková Jo Durie Lori McNeil                            |
| 19 agosto             | Schenectady Open 1991 Schenectady, New York, USA Cemento Singolare - Doppio         | Tier V      | Brenda Schultz 7–6(5), 6–2                            | Alexia Dechaume                        | Marianne Werdel Nicole Bradtke              | Anke Huber Naoko Sawamatsu Rachel McQuillan Florencia Labat                |
| 19 agosto             | Schenectady Open 1991 Schenectady, New York, USA Cemento Singolare - Doppio         | Tier V      | Rachel McQuillan Claudia Porwik 6–2, 6–4              | Nicole Arendt Shannan McCarthy         | Marianne Werdel Nicole Bradtke              | Anke Huber Naoko Sawamatsu Rachel McQuillan Florencia Labat                |
| 19 agosto             | Virginia Slims of Washington 1991 Washington, USA Cemento Singolare - Doppio        | Tier II     | Arantxa Sánchez Vicario 6–1, 5–7, 6–4                 | Katerina Maleeva                       | Mary Joe Fernández Leila Meskhi             | Judith Wiesner Gigi Fernández Jana Novotná Zina Garrison                   |
| 19 agosto             | Virginia Slims of Washington 1991 Washington, USA Cemento Singolare - Doppio        | Tier II     | Jana Novotná Larisa Neiland 5–7, 6–1, 7–6(10)         | Gigi Fernández Nataša Zvereva          | Mary Joe Fernández Leila Meskhi             | Judith Wiesner Gigi Fernández Jana Novotná Zina Garrison                   |
| 26 agosto 2 settimane | US Open 1991 Flushing Meadows, New York, USA Cemento Singolare - Doppio - Misto     | Grande Slam | Monica Seles 7–6(1), 6–2                              | Martina Navrátilová                    | Steffi Graf Jennifer Capriati               | Conchita Martínez Arantxa Sánchez Vicario Gabriela Sabatini Gigi Fernández |
| 26 agosto 2 settimane | US Open 1991 Flushing Meadows, New York, USA Cemento Singolare - Doppio - Misto     | Grande Slam | Pam Shriver Nataša Zvereva 6–4, 4–6, 7–6(5)           | Jana Novotná Larisa Neiland            | Steffi Graf Jennifer Capriati               | Conchita Martínez Arantxa Sánchez Vicario Gabriela Sabatini Gigi Fernández |
| 26 agosto 2 settimane | US Open 1991 Flushing Meadows, New York, USA Cemento Singolare - Doppio - Misto     | Grande Slam | Doppio misto: Manon Bollegraf Tom Nijssen 6–2, 7–6(2) | Arantxa Sánchez Vicario Emilio Sánchez | Steffi Graf Jennifer Capriati               | Conchita Martínez Arantxa Sánchez Vicario Gabriela Sabatini Gigi Fernández |

### Settembre
| Settimana    | Torneo                                                                                          | Categoria | Vincitrici                                      | Finaliste                            | Semifinaliste                          | Eliminate ai quarti                                                 |
| ------------ | ----------------------------------------------------------------------------------------------- | --------- | ----------------------------------------------- | ------------------------------------ | -------------------------------------- | ------------------------------------------------------------------- |
| 16 settembre | Nichirei International Open 1991 Tokyo, Giappone Cemento Singolare - Doppio                     | Tier II   | Monica Seles 6–1, 6–1                           | Mary Joe Fernández                   | Amy Frazier Katerina Maleeva           | Maya Kidowaki Debbie Graham Laura Gildemeister Marianne Werdel      |
| 16 settembre | Nichirei International Open 1991 Tokyo, Giappone Cemento Singolare - Doppio                     | Tier II   | Mary Joe Fernández Pam Shriver 6–3, 6–3         | Carrie Cunningham Laura Gildemeister | Amy Frazier Katerina Maleeva           | Maya Kidowaki Debbie Graham Laura Gildemeister Marianne Werdel      |
| 16 settembre | Clarins Open 1991 Parigi, Francia Terra rossa Singolare - Doppio                                | Tier IV   | Conchita Martínez 6–0, 6–3                      | Inés Gorrochategui                   | Julie Halard Mercedes Paz              | Emanuela Zardo Veronika Martinek Nicole Jagerman Silke Meier        |
| 16 settembre | Clarins Open 1991 Parigi, Francia Terra rossa Singolare - Doppio                                | Tier IV   | Petra Langrová Helena Suková 6–4, 6–4           | Alexia Dechaume Julie Halard         | Julie Halard Mercedes Paz              | Emanuela Zardo Veronika Martinek Nicole Jagerman Silke Meier        |
| 23 settembre | WTA Bayonne 1991 Bayonne, Francia Cemento Singolare - Doppio                                    | Tier IV   | Manuela Maleeva-Fragniere 4–6, 6–3, 6–4         | Leila Meskhi                         | Rachel McQuillan Nathalie Tauziat      | Julie Halard Radka Zrubáková Eva Švíglerová Claudia Porwik          |
| 23 settembre | WTA Bayonne 1991 Bayonne, Francia Cemento Singolare - Doppio                                    | Tier IV   | Patricia Tarabini Nathalie Tauziat 6–3, Retired | Rachel McQuillan Catherine Tanvier   | Rachel McQuillan Nathalie Tauziat      | Julie Halard Radka Zrubáková Eva Švíglerová Claudia Porwik          |
| 23 settembre | Moscow Ladies Open 1991 San Pietroburgo, Unione Sovietica Sintetico (indoor) Singolare - Doppio | Tier V    | Larisa Neiland 3–6, 6–3, 6–4                    | Barbara Rittner                      | Jo Durie Katja Oeljeklaus              | Elena Brjuchovec Isabelle Demongeot Sandrine Testud Ann Henricksson |
| 23 settembre | Moscow Ladies Open 1991 San Pietroburgo, Unione Sovietica Sintetico (indoor) Singolare - Doppio | Tier V    | Elena Brjuchovec Natalija Medvedjeva 7–5, 6–3   | Isabelle Demongeot Jo Durie          | Jo Durie Katja Oeljeklaus              | Elena Brjuchovec Isabelle Demongeot Sandrine Testud Ann Henricksson |
| 30 settembre | Milan Indoor 1991 Milano, Italia Sintetico (indoor) Singolare - Doppio                          | Tier II   | Monica Seles 6–3, 3–6, 6–4                      | Martina Navrátilová                  | Conchita Martínez Mary Joe Fernández   | Helena Suková Gigi Fernández Magdalena Maleeva Sabine Appelmans     |
| 30 settembre | Milan Indoor 1991 Milano, Italia Sintetico (indoor) Singolare - Doppio                          | Tier II   | Sandy Collins Lori McNeil 7–6(0), 6–3           | Sabine Appelmans Raffaella Reggi     | Conchita Martínez Mary Joe Fernández   | Helena Suková Gigi Fernández Magdalena Maleeva Sabine Appelmans     |
| 30 settembre | Sparkassen Cup 1991 Lipsia, Germania Sintetico indoor Singolare - Doppio                        | Tier III  | Steffi Graf 6–3, 6–3                            | Jana Novotná                         | Barbara Paulus Arantxa Sánchez Vicario | Judith Wiesner Katerina Maleeva Anke Huber Barbara Rittner          |
| 30 settembre | Sparkassen Cup 1991 Lipsia, Germania Sintetico indoor Singolare - Doppio                        | Tier III  | Manon Bollegraf Isabelle Demongeot 6–4, 6–3     | Jill Hetherington Kathy Rinaldi      | Barbara Paulus Arantxa Sánchez Vicario | Judith Wiesner Katerina Maleeva Anke Huber Barbara Rittner          |

### Ottobre
| Settimana  | Torneo                                                                                    | Categoria | Vincitrici                                        | Finaliste                         | Semifinaliste                           | Eliminate ai quarti                                            |
| ---------- | ----------------------------------------------------------------------------------------- | --------- | ------------------------------------------------- | --------------------------------- | --------------------------------------- | -------------------------------------------------------------- |
| 7 ottobre  | Open di Zurigo 1991 Zurigo, Svizzera Cemento Singolare - Doppio                           | Tier II   | Steffi Graf 6–4, 6–4                              | Nathalie Tauziat                  | Helena Suková Manuela Maleeva-Fragniere | Marketa Kochta Jana Novotná Judith Wiesner Gabriela Sabatini   |
| 7 ottobre  | Open di Zurigo 1991 Zurigo, Svizzera Cemento Singolare - Doppio                           | Tier II   | Jana Novotná Andrea Strnadová 6–4, 6–3            | Zina Garrison Lori McNeil         | Helena Suková Manuela Maleeva-Fragniere | Marketa Kochta Jana Novotná Judith Wiesner Gabriela Sabatini   |
| 14 ottobre | Porsche Tennis Grand Prix 1991 Filderstadt, Germania Cemento (indoor) Singolare - Doppio  | Tier II   | Anke Huber 2–6, 6–2, 7–6(4)                       | Martina Navrátilová               | Judith Wiesner Helena Suková            | Nathalie Tauziat Jana Novotná Zina Garrison Mary Joe Fernández |
| 14 ottobre | Porsche Tennis Grand Prix 1991 Filderstadt, Germania Cemento (indoor) Singolare - Doppio  | Tier II   | Martina Navrátilová Jana Novotná 6–2, 5–7, 6–4    | Pam Shriver Nataša Zvereva        | Judith Wiesner Helena Suková            | Nathalie Tauziat Jana Novotná Zina Garrison Mary Joe Fernández |
| 21 ottobre | Brighton International 1991 Brighton, Gran Bretagna Sintetico (indoor) Singolare - Doppio | Tier II   | Steffi Graf 5–7, 6–4, 6–1                         | Zina Garrison                     | Barbara Paulus Catarina Lindqvist       | Lori McNeil Nathalie Tauziat Radka Zrubáková Katerina Maleeva  |
| 21 ottobre | Brighton International 1991 Brighton, Gran Bretagna Sintetico (indoor) Singolare - Doppio | Tier II   | Pam Shriver Nataša Zvereva 6–1, 6–2               | Zina Garrison Lori McNeil         | Barbara Paulus Catarina Lindqvist       | Lori McNeil Nathalie Tauziat Radka Zrubáková Katerina Maleeva  |
| 21 ottobre | Puerto Rico Open 1991 San Juan, Porto Rico Cemento Singolare - Doppio                     | Tier IV   | Julie Halard 7–5, 7–5                             | Amanda Coetzer                    | Sabine Appelmans Mary Pierce            | Gigi Fernández Susan Sloane Carrie Cunningham Barbara Rittner  |
| 21 ottobre | Puerto Rico Open 1991 San Juan, Porto Rico Cemento Singolare - Doppio                     | Tier IV   | Rika Hiraki Florencia Labat 6–3, 6–3              | Sabine Appelmans Camille Benjamin | Sabine Appelmans Mary Pierce            | Gigi Fernández Susan Sloane Carrie Cunningham Barbara Rittner  |
| 28 ottobre | Virginia Slims of Arizona 1991 Phoenix, USA Cemento Singolare - Doppio                    | Tier IV   | Sabine Appelmans 7–5, 6–1                         | Chanda Rubin                      | Karina Habšudová Julie Halard           | Ginger Helgeson Kimberly Po Nicole Bradtke Patty Fendick       |
| 28 ottobre | Virginia Slims of Arizona 1991 Phoenix, USA Cemento Singolare - Doppio                    | Tier IV   | Peanut Louie Harper Cammy MacGregor 7–5, 3–6, 6–3 | Sandy Collins Elna Reinach        | Karina Habšudová Julie Halard           | Ginger Helgeson Kimberly Po Nicole Bradtke Patty Fendick       |

### Novembre
| Settimana   | Torneo                                                                                      | Categoria | Vincitrici                                    | Finaliste                        | Semifinaliste                             | Eliminate ai quarti                                                      |
| ----------- | ------------------------------------------------------------------------------------------- | --------- | --------------------------------------------- | -------------------------------- | ----------------------------------------- | ------------------------------------------------------------------------ |
| 4 novembre  | Bank of the West Classic 1991 Oakland, USA Sintetico indoor Singolare - Doppio              | Tier II   | Martina Navrátilová 6–3, 3–6, 6–3             | Monica Seles                     | Manuela Maleeva-Fragniere Lori McNeil     | Linda Wild Amy Frazier Stephanie Rehe Mary Pierce                        |
| 4 novembre  | Bank of the West Classic 1991 Oakland, USA Sintetico indoor Singolare - Doppio              | Tier II   | Patty Fendick Gigi Fernández 6–4, 7–5         | Martina Navrátilová Pam Shriver  | Manuela Maleeva-Fragniere Lori McNeil     | Linda Wild Amy Frazier Stephanie Rehe Mary Pierce                        |
| 4 novembre  | Virginia Slims of Nashville 1991 Nashville, USA Cemento indoor Singolare - Doppio           | Tier IV   | Sabine Appelmans 6–2, 6–4                     | Katrina Adams                    | Karina Habšudová Natalija Medvedjeva      | Yayuk Basuki Mary Lou Daniels Tammy Whittington Isabelle Demongeot       |
| 4 novembre  | Virginia Slims of Nashville 1991 Nashville, USA Cemento indoor Singolare - Doppio           | Tier IV   | Sandy Collins Elna Reinach 5–7, 6–4, 7–6      | Yayuk Basuki Caroline Vis        | Karina Habšudová Natalija Medvedjeva      | Yayuk Basuki Mary Lou Daniels Tammy Whittington Isabelle Demongeot       |
| 11 novembre | Virginia Slims of Indianapolis 1991 Indianapolis, USA Cemento indoor Singolare - Doppio     | Tier IV   | Katerina Maleeva 7–6(1), 6–2                  | Audra Keller                     | Mercedes Paz Radka Zrubáková              | Susan Sloane Mary Lou Daniels Linda Wild Petra Thorén                    |
| 11 novembre | Virginia Slims of Indianapolis 1991 Indianapolis, USA Cemento indoor Singolare - Doppio     | Tier IV   | Patty Fendick Gigi Fernández 6–4, 6–2         | Katrina Adams Mercedes Paz       | Mercedes Paz Radka Zrubáková              | Susan Sloane Mary Lou Daniels Linda Wild Petra Thorén                    |
| 11 novembre | Advanta Championships Philadelphia 1991 Filadelfia, USA Sintetico indoor Singolare - Doppio | Tier II   | Monica Seles 7–5, 6–1                         | Jennifer Capriati                | Arantxa Sánchez Vicario Gabriela Sabatini | Zina Garrison Brenda Schultz Manuela Maleeva-Fragniere Conchita Martínez |
| 11 novembre | Advanta Championships Philadelphia 1991 Filadelfia, USA Sintetico indoor Singolare - Doppio | Tier II   | Jana Novotná Larisa Neiland 6–2, 6–4          | Mary Joe Fernández Zina Garrison | Arantxa Sánchez Vicario Gabriela Sabatini | Zina Garrison Brenda Schultz Manuela Maleeva-Fragniere Conchita Martínez |
| 18 novembre | WTA Tour Championships 1991 New York, USA Sintetico indoor Singolare - Doppio               | Masters   | Monica Seles 6–4, 3–6, 7–5, 6–0               | Martina Navrátilová              | Gabriela Sabatini Jana Novotná            | Mary Joe Fernández Jennifer Capriati Arantxa Sánchez Vicario Steffi Graf |
| 18 novembre | WTA Tour Championships 1991 New York, USA Sintetico indoor Singolare - Doppio               | Masters   | Martina Navrátilová Pam Shriver 4–6, 7–5, 6–4 | Gigi Fernández Jana Novotná      | Gabriela Sabatini Jana Novotná            | Mary Joe Fernández Jennifer Capriati Arantxa Sánchez Vicario Steffi Graf |

### Dicembre
| Settimana  | Torneo                                                         | Categoria | Vincitrici                               | Finaliste                   | Semifinaliste                  | Eliminate ai quarti                                            |
| ---------- | -------------------------------------------------------------- | --------- | ---------------------------------------- | --------------------------- | ------------------------------ | -------------------------------------------------------------- |
| 2 dicembre | Brasil Open 1991 San Paolo, Brasile Cemento Singolare - Doppio | Tier V    | Sabine Hack 6–3, 7–5                     | Veronika Martinek           | Inés Gorrochategui Donna Faber | Virginia Ruano Luanne Spadea Patricia Tarabini Florencia Labat |
| 2 dicembre | Brasil Open 1991 San Paolo, Brasile Cemento Singolare - Doppio | Tier V    | Inés Gorrochategui Mercedes Paz 6–2, 6–2 | Renata Baranski Laura Glitz | Inés Gorrochategui Donna Faber | Virginia Ruano Luanne Spadea Patricia Tarabini Florencia Labat |

## Ranking a fine anno
Nelle due tabelle sono presenti le prime dieci tenniste di entrambe le specialità a fine stagione.

### Singolare
| #   | Giocatrice              | Punti    | Rank. 1990 | / |
| 1.  | Monica Seles            | 277.5000 | 2          | 1 |
| 2.  | Steffi Graf             | 219.2929 | 1          | 1 |
| 3.  | Gabriela Sabatini       | 200.0625 | 5          | 2 |
| 4.  | Martina Navrátilová     | 191.1209 | 3          | 1 |
| 5.  | Arantxa Sánchez Vicario | 153.4042 | 7          | 2 |
| 6.  | Jennifer Capriati       | 142.9872 | 8          | 2 |
| 7.  | Jana Novotná            | 108.5754 | 13         | 6 |
| 8.  | Mary Joe Fernández      | 100.9980 | 4          | 4 |
| 9.  | Conchita Martínez       | 95.0357  | 11         | 2 |
| 10. | Manuela Maleeva         | 87.6250  | 9          | 1 |

### Doppio
| #   | Giocatrice              | Punti    | Rank. 1990 | /  |
| 1.  | Jana Novotná            | 376.4444 | 2          | 1  |
| 2.  | Larisa Savchenko        | 341.7549 | 7          | 5  |
| 3.  | Natasha Zvereva         | 330.4679 | 5          | 2  |
| 4.  | Gigi Fernández          | 319.5391 | 3          | 1  |
| 5.  | Mary Joe Fernández      | 245.4052 | 6          | 1  |
| 6.  | Martina Navrátilová     | 241.1909 | 4          | 2  |
| 7.  | Arantxa Sánchez Vicario | 222.3563 | 8          | 1  |
| 8.  | Helena Suková           | 208.7786 | 1          | 7  |
| 9.  | Pam Shriver             | 200.9474 | 92         | 83 |
| 10. | Patty Fendick           | 188.1000 | 11         | 1  |